# Christian Petersen

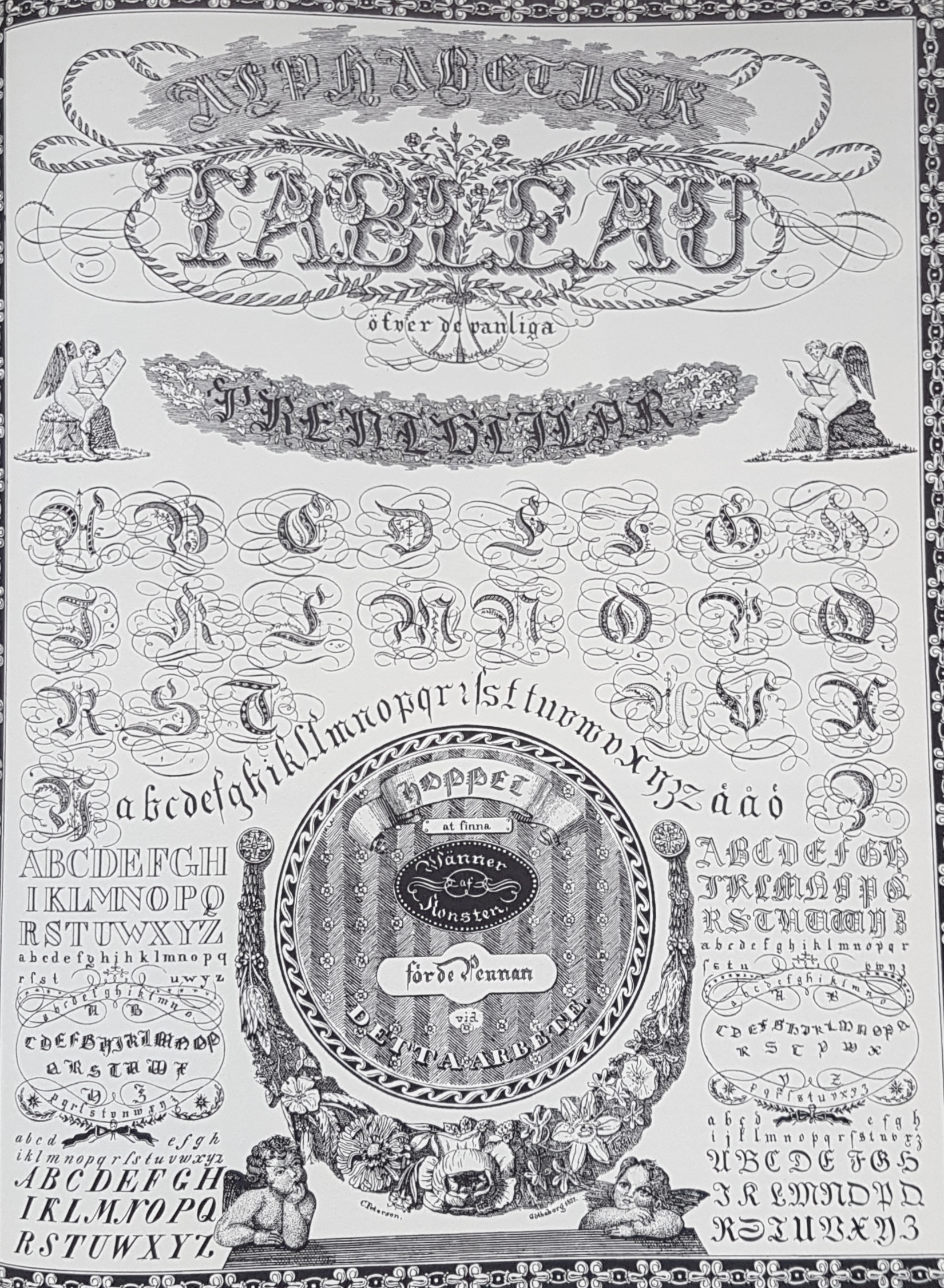
Alphabetisk tableau skapat av Christian Petersen.

Peter (Petter) Christian Petersen (Pettersen), född 9 juli 1804 i Fredrikshald, Norge, död 21 september 1867 i Göteborg, var en norsk-svensk litograf, boktryckare, skriftställare och daguerrotypist.
Han var son till köpmannen Jens Pettersen och Inger Maria Dileben samt gift med Sofia Magdalena Dahlberg. Efter avslutad skolgång vid läroverket i Kristania arbetade han först som handelsbiträde innan han blev engagerad som skådespelare. Samtidigt arbetar han med några mindre översättningar från tyska och lärde sig teckna. Han var därefter under ett år verksam som redigerare vid Smalenenes Amtstidende och utgav Aurora. Et Maanedsskrift för Moerskabslæsning. Han flyttade till Göteborg 1834 där han etablerade ett tryckeri och en litografisk anstalt. Förutom arbeten utförda för externa kunder utgav han 1847-1859 tidskriften Illustreradt söndagsmagasin som räknas till Sveriges äldsta illustrerade veckotidning. Han utgav 1859 Göteborg med dess omgifningar framstäldt i taflor som delvis var illustrerad med egna teckningar. Under ett experiment 1849 lyckades han på litografisk väg efterapa sedlar som väckte stor uppmärksamhet som han beskrev utförligt i sitt självbiografiska arbete Rikets ständers bank och jag. En stor del av hans trycksaker och noteringar finns bevarade vid Einar Hansens bibliotek-Svenskt bokmuseum. Petersen är representerad med ett flertal verk vid Göteborgs stadsmuseum.